# If (revistă)

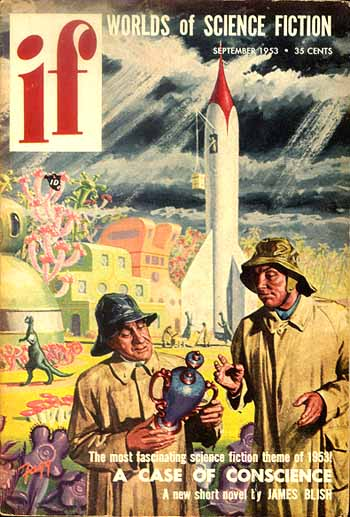
Coperta nr. 09/1953

If a fost o revistă americană care a fost lansată în 1952 de Quinn Publications care era deținută de James L. Quinn. Quinn l-a angajat pe Paul W. Fairman ca prim editor, dar acesta a publicat doar trei numere. Quinn i-a luat locul și a avut această funcție până în 1958, cu o pauză când Larry T. Shaw devine editor în 1953.
În 1958 Damon Knight este angajat ca editor, dar cu doar trei numere vândute, Quinn vinde revista lui Robert Guinn de la Galaxy Publishing.